# M1938年式107公厘迫擊炮

M1938年式107公厘迫擊炮（107-мм полковой горно-вьючный миномёт обр. 1938 г，107 ГВПМ-1938）是蘇聯為山地部隊開發用的迫擊炮。

## 簡介
1938年，蘇聯兵器工程師鮑里斯·伊萬諾維奇·沙維林所在的第4特殊設計局 ( SKB-4 ) 開發了此型武器。蘇聯選擇和另一款國外產品相同的107公厘口徑可說是巧合，蘇聯開發此型武器的目的是為了配合蘇聯山地步兵師的支援火力需求，因此將PM1938型迫擊炮縮小尺寸到適合鴕獸運力。也由於它的設計是從既有裝備縮小，除了在配備彈藥破壞力因此縮減外，射程表現並未因此減損。
M1938年式107公厘迫擊炮基本設計與斯托克斯式迫擊炮相同，火炮的主要配件為兩腳架、砲管、底座，但為了在山地使用，因此還可再細部分解。在運輸時可以放置在為其開發的兩輪拖車上，由4匹馬弋引，或是由GAZ-AAA卡車拖運，或是由9匹馬鴕運。
M1938年式107公厘迫擊炮在1939年2月完成測評進入量產，在1940年開始配備到蘇聯山地步兵師，山地步兵師下的輕炮兵團會有2個重迫擊炮營，每個營編制有12門該型武器。
二戰後，此型武器被蘇聯軍援給親共產主義國家使用，在蘇聯紅軍中則服役到1965年，但該兵器到21世紀的區域中衝突中還有運用的紀錄。
M1938年式107公厘迫擊炮的量產工程初期由位在基輔的393號工廠進行，隨著與蘇聯與納粹德國開戰後，393號工廠撤退遷徙至沃特金斯克，並和235號工廠合併，該廠成為量產此型迫擊炮的單位，至1945年2月停產時共量產了3,357門。

## 使用國家
- 阿富汗[4]
- 中华人民共和国[5]
- 納粹德國：擄獲運用，更名為10.7 cm Geb GrW 328 (r)[6]
- [7]
- [8]
- [5]
- 俄羅斯[5]
- 苏联[5]
- 自由敘利亞軍[9]
- 越南[5]